# 신원보증
신원보증(身元保證)은 고용계약의 계속중에 피용자가 사용자에게 입힐지도 모르는 손해·불이익을 제3자(신원보증인)에게 책임을 부담시키는 제도이다. 이에는 협의(狹義)의 신원보증과 신원인수(身元引受)의 두 가지 구별이 있다. 협의의 '신원보증'은 피용자의 책임있는 사유로 발생한 고용 계약상의 손해배상 채무를 사용자에 대해 보증하는 것으로서 이른바 장래의 채무의 보증이며 민법상의 보증의 일종이다.
'신원인수'는 사용자가 그 피용자를 고용함으로써 손해를 입지 않도록, 예컨대 피용자가 질병에 걸린 경우의 손해 등 피용자가 사용자에 대하여 그 책임에 의한 채무를 부담하지 않는 경우에도 보증인(신원인수인)이 일체의 책임을 부담하는 일종의 손해담보계약(損害擔保契約)이다.
그러나 위의 어느 경우에서나 보증인 내지 인수인의 책임은 지나치게 무겁다. 그 이유는 실제상 피용자(被傭者)의 신원을 보증하는 것은 사용자가 피용자의 인물이나 재능을 알지 못하는 경우에 그 염려가 없는 인물임을 보증하는 뜻에 지나지 않는 데 있다. 그러나 신원보증·신원인수의 계약증서에는 무제한의 광범한 보증의 뜻이 기재되는 것이 보통이므로 부당한 결과를 일으키는 사례가 많다.
그리하여 종래의 판례는 당사자의 의사와 조리(條理)에 의하여 타당한 해석을 하여 신원보증인의 책임을 국한하는 데 노력하여 왔다. 종래의 판례는 첫째로 사정변경(事情變更)의 원칙을 적용함으로써 보증인에게 해지권을 주었으며, 둘째로 구체적인 책임이 발생하기 이전의 보증인의 지위는 상속되지 않는다고 하였는데 이러한 이론은 신원보증법이라는 특별법이 제정되어 이에 승계되었다(신보 6조, 7조).

## 신원보증법
신원보증법(身元保證法)은 신원보증인의 책임을 제한하고 신원보증계약의 폐해를 시정하기 위한 법률이다. 그 내용을 보면 다음과 같다.
(1) 이 법에서 말하는 신원보증계약이라 함은 인수·보증 기타 그 명칭의 여하를 불문하고 피용자의 행위로 인하여 사용자가 받은 손해를 배상하는 것을 약정하는 계약을 의미한다(신보 1조).
(2) 기간을 정하지 아니한 보증계약은 보통 그 성립일로부터 3년, 기능습득자에 관해서는 5년이다. 특약이 있어도 5년 이상으로는 하지 못하며, 갱신은 허용되지만 갱신시부터 5년 이상을 초과하지 못한다(신보 3조).
(3) 사용자는 피고용자에게 부적임(不適任)하거나 불성실한 사적(事跡)이 있어서 이로 말미암아 보증인의 책임을 야기할 염려가 있는 것을 발견한 때 및 피용자의 임무 또는 임지(任地)의 변경으로 인하여 보증인이 책임이 가중되거나 또는 그 감독이 곤란하게 된 때에는 보증인에게 그 사유를 지체없이 통지하여야 한다(신보 4조).
(4) 보증인이 이 통지를 받았거나 또는 통지를 받지 아니하여도 해지할 수 있으며 또 피용자의 고의나 과실있는 행위로 인하여 발생한 손해를 보증인이 배상한 때에도 보증계약을 해지할 수 있다(신보 5조).
(5) 신원보증인의 책임의 유무 및 범위를 정함에 있어서는 사용자의 감독상의 과실 기타 일체의 사정을 고려하여 이를 결정하여야 한다(신보 6조).
(6) 보증계약은 보증인의 사망으로 인하여 그 효력을 상실하며 보증인의 지위는 상속되지 않는다(신보 7조).
(7) 신원보증인에 불이익한 특약은 모두 무효이다(신보 8조).

## 신원보증금
신원보증금(身元保證金)은 고용 등 계속적 계약관계에 있는 자(피용자)가 장래 사용자에게 손해를 입힐 경우에 그 손해배상 채무를 담보하기 위하여 미리 교부하는 금전(또는 유가증권)을 말한다. 보통은 당사자간의 채무만을 담보하는 것으로 보증금과 같은 성질의 것인데, 특수한 것으로 집달관(執達官)·공증인(公證人)·출납공무원(出納公務員) 등이 납부하는 신원보증금의 제도가 있다(법조 55조, 공증 18조).

## 같이 보기
- 인우보증